# Hermann Kretzschmar
August Ferdinand Hermann Kretzschmar (ur. 19 stycznia 1848 w Olbernhau, zm. 10 maja 1924 w Berlinie) – niemiecki muzykolog i dyrygent.

## Życiorys
Pochodził z rodziny muzyków. Jego ojciec, Karl Dankegott Kretzschmar, był teologiem, dyrygentem chóralnym i kompozytorem muzyki religijnej. W latach 1862−1867 studiował u Juliusa Otto w Kreuzschule w Dreźnie. W 1868 roku rozpoczął studia muzyczne na Uniwersytecie Lipskim, gdzie jego nauczycielami byli Friedrich Ritschl, Oscar Paul i Woldemar Voigt. Studia ukończył w 1871 roku ze stopniem doktora, uzyskanym na podstawie rozprawy o notacji muzycznej De signis musicis. Od 1869 do 1870 roku kształcił się także w konserwatorium lipskim u Oscara Paula, Ernsta Richtera i Carla Reineckego. Następnie w latach 1871−1876 uczył w konserwatorium harmonii i gry na organach. W 1876 roku dyrygował teatrem miejskim w Metzu. W 1877 roku otrzymał stanowisko dyrektora muzycznego uniwersytetu w Rostocku, a w 1880 roku także dyrektora muzycznego miasta.
W 1887 roku wrócił do Lipska, gdzie objął stanowisko dyrektora muzycznego uniwersytetu. Dyrygował chórem Riedelverein (1888−1897) i orkiestrą akademicką (1890−1895), był też współzałożycielem Neue Bach-Gesellschaft (1900). W 1904 roku wyjechał do Berlina, gdzie otrzymał profesurę na uniwersytecie. Od 1909 do 1920 roku był dyrektorem berlińskiej Hochschule für Musik. W latach 1912−1920 był redaktorem Denkmäler deutscher Tonkunst.

## Twórczość
Był głównym obok Arnolda Scheringa twórcą hermeneutyki muzycznej. Ujmował muzykę jako wyraz, ekspresję, środek przekazywania idei, uczuć, przeżyć, afektów. Rozpatrywał kompozycje muzyczne w szerokim kontekście historyczno-kulturowym. Hermeneutykę ujmował w opisie głównych współczynników formy i ich treści pozamuzycznej, interpretował muzykę w interwałach tworzących motywy i tematach, z których wywodził interpretację afektywną całego utworu. Polemizował z absolutnym ujęciem muzyki, traktowaniem jej jako sztuki autonomicznej i czystej formy. Jako dyrygent i pedagog próbował wcielać swoje idee w życie, przybliżając muzykę szerokiemu gronu słuchaczy.
Był autorem prac Peter Cornelius (1880), Führer durch den Konzertsaal (3 tomy: 1887, 1888, 1890), Musikalische Zeitfragen (1903), Gesammelte Aufsätze über Musik und anderes aus den Grenzboten (1910), Aus den Jahrbüchern der Musikbibliothek Peters (1911), Geschichte des neuen deutschen Liedes (1912), Geschichte der Oper (1919), Einführung in die Musikgeschichte (1920), Bach-Kolleg (1922).